# وايت ستار لاين
وايت ستار لاين (بالإنجليزية White Star Line) هي شركة بريطانيا للنقل البحري منذ نهاية القرن التاسع عشر وأوائل القرن العشرين، تأسست عام 1845، وٱكتسبت شهرة عالمية بمشاركتها لملكية أضخم سفينة في العالم آر إم إس تيتانيك.
تمركز نشاط الشركة الأولي في نقل المهاجرين إلى أستراليا على متن سفن كليبرز، لكن في عام 1867 أفلست الشركة، فقام المالك الجديد توماس هنري إيسمي بتغيير ٱسمها إلى الشركة الملاحية البخارية للمحيطات محتفظاً رغم ذلك بٱسمها وشعارها التجاري السابق وايت ستار لاين لتسهيل الأعمال، حيث أصبحت الشركة متخصصة في نقل الركاب على الرحلات البحرية الفاخرة.

## انجازات
كانت وايت ستار لاين سباقة في عدة انجازات منها:
- أكبر وأسرع سفينة شراعية بالعالم على الإطلاق والأولى لشركة وايت ستار لاين سنة 1853
- أول سفينة من تصميم وبناء شركة برئاسة توماس هنري إيسمي سنة 1870
- أكبر سفينة ركاب (حتى 1912) (آر إم إس تيتانيك، 1908)

## قائمة سفن ار ام اس لشركة وايت ستار لاين
| الاسم    | الشركة         | أول رحلة | الخروج من الخدمة | المصير |
| -------- | -------------- | -------- | ---------------- | ------ |
| ادرياتيك | وايت ستار لاين | 1907     | 1934             | حطمت   |
| اتلانتيك | وايت ستار لاين | 1871     | 1873             | غرقت   |
| بالتيك   | وايت ستار لاين | 1904     | 1933             | حطمت   |
| بريطانيك | وايت ستار لاين | 1929     | 1960             | حطمت   |
| سلتيك    | وايت ستار لاين | 1901     | 1933             | حطمت   |
| سدريك    | وايت ستار لاين | 1903     | 1932             | حطمت   |
| هوموريك  | وايت ستار لاين | 1922     | 1935             | حطمت   |
| ماجستك   | وايت ستار لاين | 1922     | 1940             | حطمت   |
| اوسيانك  | وايت ستار لاين | 1871     | 1896             | حطمت   |
| جيورجك   | وايت ستار لاين | 1933     | 1954             | حطمت   |
| اولامبيك | وايت ستار لاين | 1911     | 1935             | حطمت   |
| تيتانيك  | وايت ستار لاين | 1912     | 1912             | غرقت   |
| اوسيانك  | وايت ستار لاين | 1899     | 1914             | حطمت   |